# Rafał Urzędowski

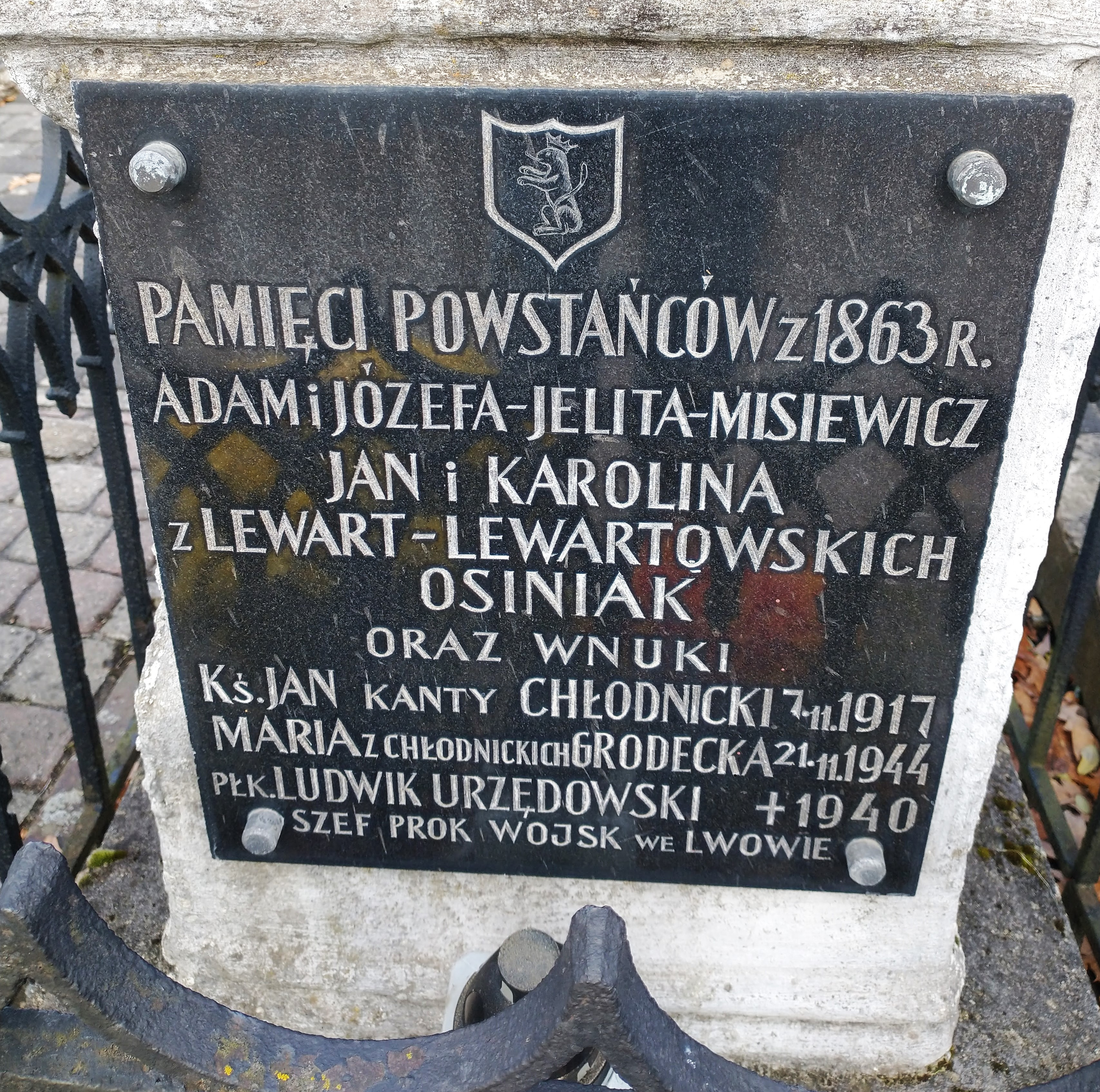
Symboliczna płyta nagrobna na cmentarzu w Głogowie Małopolskim

Rafał Ludwik Urzędowski (ur. 24 października 1891 w Husiatynie, zm. 1940 w ZSRR) – podpułkownik audytor Wojska Polskiego, ofiara zbrodni katyńskiej.

## Życiorys
Rafał Ludwik Urzędowski urodził się 24 października 1891 w Husiatynie, woj. tarnopolskim, w rodzinie Hieronima i Heleny z Kaczorowskich. Początkowo uczęszczał do gimnazjum w Brzeżanach. W 1909 zdał egzamin dojrzałości z odznaczeniem w C.K. IV Gimnazjum we Lwowie. W latach 1909–1913 studiował prawo na Uniwersytecie Jana Kazimierza we Lwowie. W latach 1913–1914 był czynnym członkiem Brzeżańskiej Sokolej Drużyny Polowej. 
1 sierpnia 1914 został wcielony do armii austriackiej do 19 pułku piechoty obrony krajowej. Podczas I wojny światowej w rezerwie piechoty C. K. Obrony Krajowej został mianowany kadetem, aspirantem oficerskim w rezerwie z dniem 1 maja 1915, a potem awansowany na stopień chorążego z dniem 1 maja 1915. Do 1918 był przydzielony do pułku strzelców nr 36, od 1 stycznia 1916 w stopniu podporucznika rezerwy.
Po zakończeniu wojny i odzyskaniu przez Polskę niepodległości został przyjęty do Wojska Polskiego. Brał udział w walkach podczas wojny polsko-bolszewickiej. W korpusie oficerów sądowych został awansowany na stopień kapitana ze starszeństwem z dniem 1 czerwca 1919, a potem na stopień majora ze starszeństwem z dniem 1 stycznia 1927. W latach 20. służył w Prokuraturze przy Wojskowym Sądzie Okręgowym Nr VI we Lwowie. Według stanu z 1932 służył w Wojskowym Sądzie Okręgowym Nr VI. 9 kwietnia 1934 Prezydent RP mianował go prokuratorem przy wojskowych sądach okręgowych, a minister spraw wojskowych przeniósł z WSO Nr VI do Prokuratury przy Wojskowym Sądzie Okręgowym Nr VI na stanowisko prokuratora. 27 czerwca 1935 roku został mianowany podpułkownikiem ze starszeństwem z dniem 1 stycznia 1935 roku i 5. lokatą w korpusie oficerów sądowych. W międzyczasie uzyskał tytuł magistra praw na Uniwersytecie Jagiellońskim. We Lwowie zamieszkiwał przy ulicy Dembińskiego 2. W 1939 był prokuratorem Wojskowej Prokuratury Okręgowej Nr 6 we Lwowie. W dzień wybuchu II wojny światowej tj. 1 września 1939 został szefem Wojskowego Sądu Okręgowego Nr 6. Służbę na tym stanowisku pełnił do 22 września 1939, do czasu zakończenia obrony Lwowa.
Po agresji ZSRR na Polskę z 17 września 1939 został aresztowany przez funkcjonariuszy NKWD. W 1940 został zamordowany przez NKWD. Jego nazwisko znalazło się na tzw. Ukraińskiej Liście Katyńskiej opublikowanej w 1994 (został wymieniony na liście wywózkowej 72/1-21 oznaczony numerem 3003). Ofiary tej części zbrodni katyńskiej zostały pochowane na otwartym w 2012 Polskim Cmentarzu Wojennym w Kijowie-Bykowni.
Był żonaty z Wilhelminą Gerberowną, z którą miał córkę.

## Ordery i odznaczenia
- Krzyż Kawalerski Orderu Odrodzenia Polski (11 listopada 1937)[21]
- Krzyż Walecznych (czterokrotnie)[10]
- Złoty Krzyż Zasługi[22]
- Srebrny Krzyż Zasługi (16 marca 1928)[23][10]
- Medal Pamiątkowy za Wojnę 1918–1921
- Medal Dziesięciolecia Odzyskanej Niepodległości
- Odznaka za Rany i Kontuzje
- Medal Waleczności 1 klasy (Austro-Węgry, przed 1916)[6]